# Anaplecta tolteca
Anaplecta tolteca är en kackerlacksart som beskrevs av Henri Saussure 1868. Anaplecta tolteca ingår i släktet Anaplecta och familjen småkackerlackor. Inga underarter finns listade i Catalogue of Life.